# Olešná (ort i Tjeckien, Mellersta Böhmen, lat 50,13, long 13,70)
Olešná är en ort i Tjeckien.   Den ligger i regionen Mellersta Böhmen, i den västra delen av landet, 50 km väster om huvudstaden Prag. Olešná ligger 354 meter över havet och antalet invånare är 520.
Terrängen runt Olešná är platt västerut, men österut är den kuperad. Olešná ligger nere i en dal. Runt Olešná är det ganska glesbefolkat, med 32 invånare per kvadratkilometer. Närmaste större samhälle är Rakovník, 3,8 km sydost om Olešná. Trakten runt Olešná består till största delen av jordbruksmark.